# Strimmig trägnagare
Strimmig trägnagare (Anobium punctatum) är en art i familjen trägnagare. Den är en 3–4 millimeter lång svartbrun skalbagge. Den strimmiga trägnagaren är ett skadedjur, då dess larver angriper virke av både barr- och lövträd, men även papper. Larverna trivs endast i fuktigt klimat och dör om den relativa luftfuktigheten är mindre än 50–60 procent.

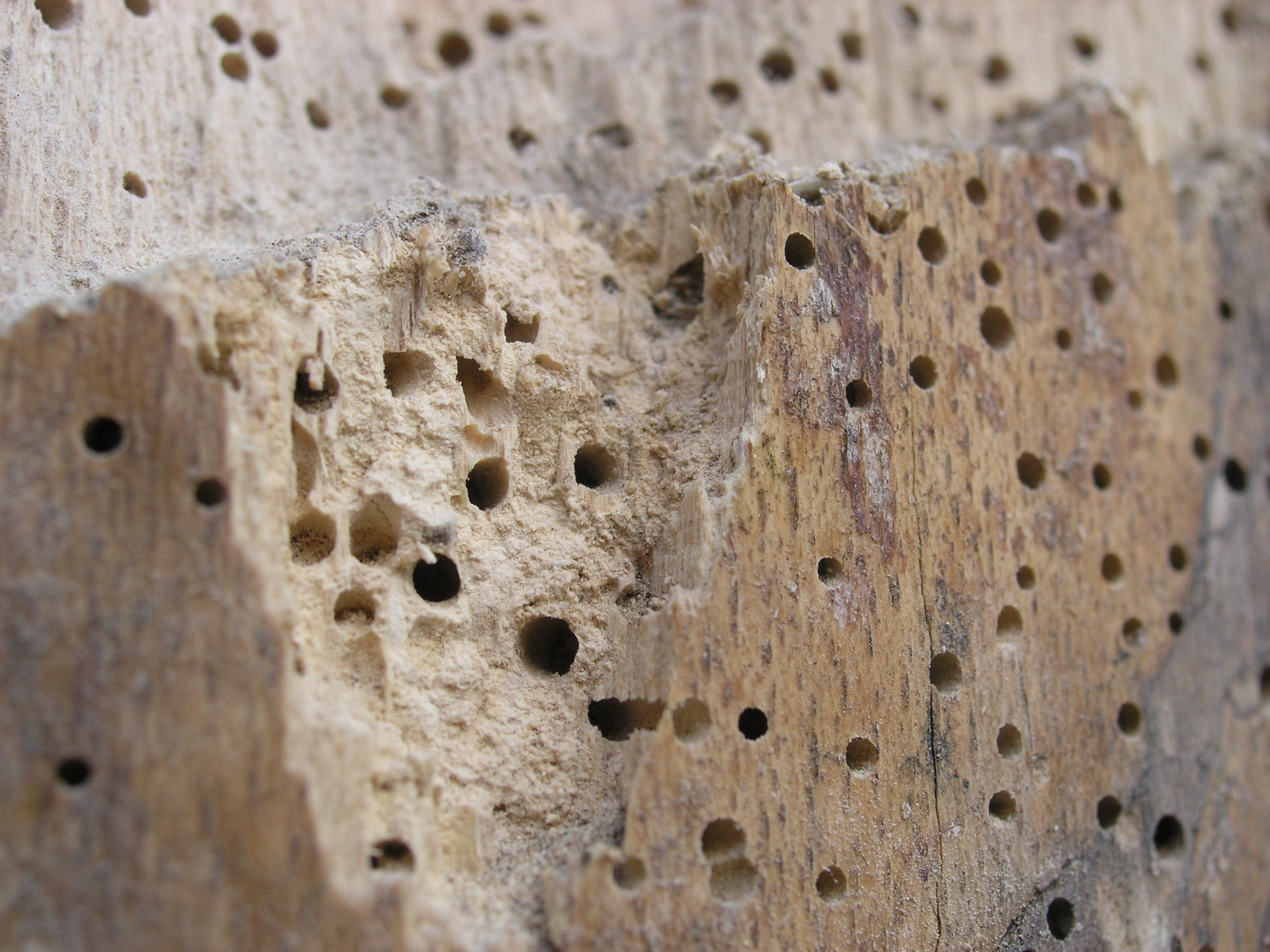
Virke angripet av strimmig trägnagare.